# Никитин, Яков Григорьевич
Яков Григорьевич Никитин (1908—1956) — деятель советских органов госбезопасности (НКВД, МГБ СССР), полковник госбезопасности. Начальник Высшей школы МГБ СССР (9 июня 1948 — 3 мая 1952).

## Биография
Член ВКП(б) c 1932 года, в органах государственной безопасности с 1936 года. Произведён в сержанты ГБ 7 апреля 1937 года. В довоенные годы работал в 4-м отделе УГБ УНКВД по Московской области, занимал пост оперуполномоченного. 28 мая 1938 года назначен заместителем начальника 3-го отделения 4-го отдела (секретно-политического).
Будучи майором госбезопасности, был награждён медалью «За боевые заслуги» указом Президиума Верховного Совета СССР от 20 сентября 1943 № 214/392 с формулировкой за образцовое выполнение заданий Правительства по охране государственной безопасности в условиях военного времени. Также отмечен иными медалями.
До мая 1948 года был заместителем начальника Высшей школы МГБ СССР, с 9 июня 1948 по 3 мая 1952 года — начальник Высшей школы МГБ СССР. 
Уволен по болезни. Скончался в 1956 году.
Жена — Вера Сергеевна Никитина (1913—2005), домохозяйка. Трое детей. Сын — известный бард Сергей Никитин. Дочери Людмила (род. 1939) и Клара (род. 1933). 
Согласно данным сотрудника Московского центра Карнеги Андрея Колесникова, Никитин мог иметь прямое отношение к сталинским репрессиям (Колесников утверждал о подписи Никитина на одном из обвинительных заключений).